# NGC 1014
NGC 1014 في الفهرس العام الجديد، هي زوج من النجوم، يقع في كوكبة قيطس. اكتشف في 1886.

## روابط خارجية
- NGC 1014 على موقع ويكي سكاي: DSS2, SDSS, GALEX, IRAS, Hydrogen α, X-Ray, Astrophoto, Sky Map, Articles and images